# 球狀樹鬚魚
球狀樹鬚魚為輻鰭魚綱鮟鱇目棘茄魚亞目鬚角鮟鱇科的其中一種，發現於大西洋及北太平洋海域，屬深海魚類，棲息深度可達1500公尺，雌魚體長可達22.5公分，雄魚體長可達2.6公分，屬肉食性，雄魚寄生在雌魚身上。

## 擴展閱讀
維基物種上的相關：球狀樹鬚魚